# Vesna Vulović
Vesna Vulović (serbiska: Весна Вуловић), född 3 januari 1950 i Belgrad, död där 23 december 2016, var en serbisk flygvärdinna och den enda som överlevde olyckan med JAT Flight 367 den 26 januari 1972. 
Vulović föll då 10 160 meter innan hon landade på marken, vilket är världsrekord för fall överlevt utan fallskärm.

## Bakgrund
JAT Flight 367 var en flygning med en Douglas DC-9 från Jat Airways mellan Köpenhamn och Zagreb. När planet befann sig på drygt 10 kilometers höjd över Hermsdorf i Östtyskland exploderade en bomb som hade placerats i bagageutrymmet. Planet störtade i Srbská Kamenice i Tjeckoslovakien (nuvarande Tjeckien) och samtliga ombord, bortsett från Vesna Vulović, dödades.
Vulović hittades svårt skadad i flygvraket. Hon hade en öppen skallskada, tre krossade ryggkotor och frakturer på båda benen. När hon tre dagar senare vaknade ur sin koma var hon förlamad från höfterna och nedåt. Hon kom inte ihåg något av olyckan och kunde inte berätta hur hon hade överlevt.

## Eftermäle
Efter att hon tillfrisknat fortsatte Vulović att arbeta för Jat Airways fram till år 1990.
Hon utnyttjade sin status som kändis med att protestera mot president Slobodan Milošević och fortsatte sin kamp mot nationalism i mer än tjugo år.
Vulovićs rekordfall finns upptaget i Guinness rekordbok.